# Genilac

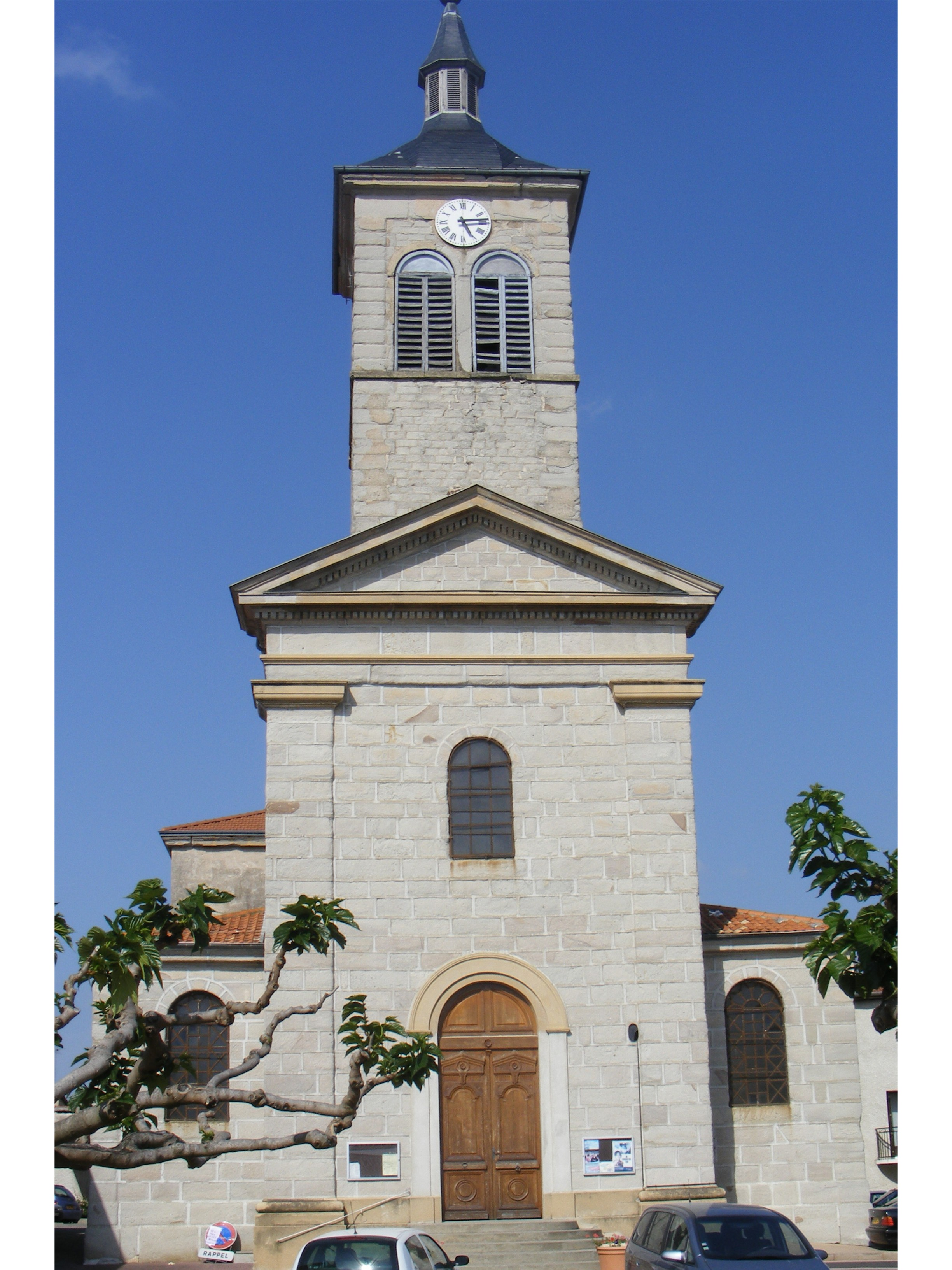
Kościół w Genilac, 2009

Genilac – miejscowość i gmina we Francji, w regionie Owernia-Rodan-Alpy, w departamencie Loara.
Według danych na rok 1990 gminę zamieszkiwało 2860 osób, a gęstość zaludnienia wynosiła 330 osób/km² (wśród 2880 gmin regionu Rodan-Alpy Genilac plasuje się na 313. miejscu pod względem liczby ludności, natomiast pod względem powierzchni na miejscu 1228.).